# 516

## Nașteri
- Athalaric, rege al ostrogoților (d. 534)